# Amblyopus
Amblyopus é um género de coleópteros da família Erotylidae.